# Jobst Heinrich von Bülow

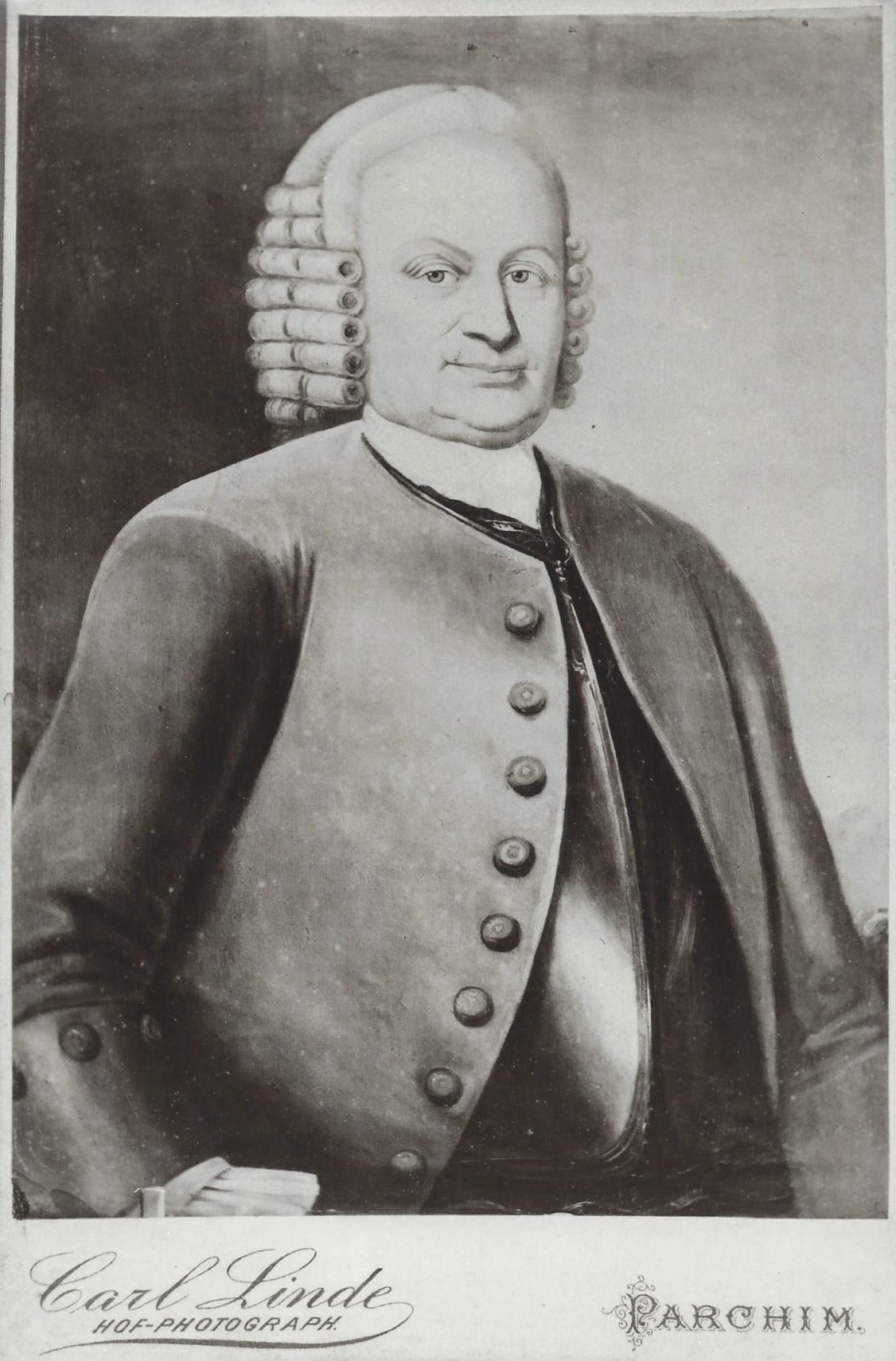
Jobst Hinrich von Bülow

Jobst Heinrich von Bülow, auch Jobst Hinrich von Bülow, (* 1683, ≈ 15. Dezember 1683  in Borkow; † 17. Juni 1762 in Woserin) gehörte schon 1717 zu den Führern der Ritterschaft, war von 1721 bis 1755 Provisor und bis 1762 Klosterhauptmann zu Dobbertin.

## Leben
Über seine Jugend ist nichts bekannt. Im Alter von dreißig Jahren, als „Hauptmann“ bezeichnet, wählte ihn die Ritter- und Landschaft zu ihrem Vertreter in „wichtigen Verhandlungen“  mit den fürstlichen Commissarien. Seine standhafte Haltung während des mecklenburgischen Ständestreites verschaffte ihm Ansehen und zeitgenössische Prominenz. Während der Auseinandersetzungen des Herzogs Carl Leopold mit der Stadt Rostock und den Ständen hatte dieser 8000 Mann, davon einige russische Regimenter, unter Sold genommen, was für mecklenburgische Verhältnisse eine ungeheure Zahl war. Die Kosten hierfür sollte das Land tragen. Nachdem Rostock sich schließlich dem herzoglichen Druck beugen musste, entsandte der Herzog im Jahre 1718 Truppen auf zahlreiche Güter, um deren Besitzer zu veranlassen, sich von dem nach Ratzeburg geflohenen Engeren Ausschuss loszusagen. Eine Weigerung führte zur Konfiskation des Gutes. Bülow lehnte es ebenso ab, den hierfür vorbereiteten Eid zu leisten, wie die verlangten Kontributionen zu zahlen. Trotz des Widerstandes der ortsansässigen Bauern und des Pastors, die Bülow zu Hilfe eilten, wurde das Gut daraufhin beschlagnahmt und Bülow mit seiner Frau ohne Bereitstellung von Lebensmitteln festgesetzt. Die Beschlagnahme endete erst, als im Februar 1719 Reichsexekutionstruppen die Zwangsmaßnahmen des Herzogs beendeten.
 Kloster Dobbertin 

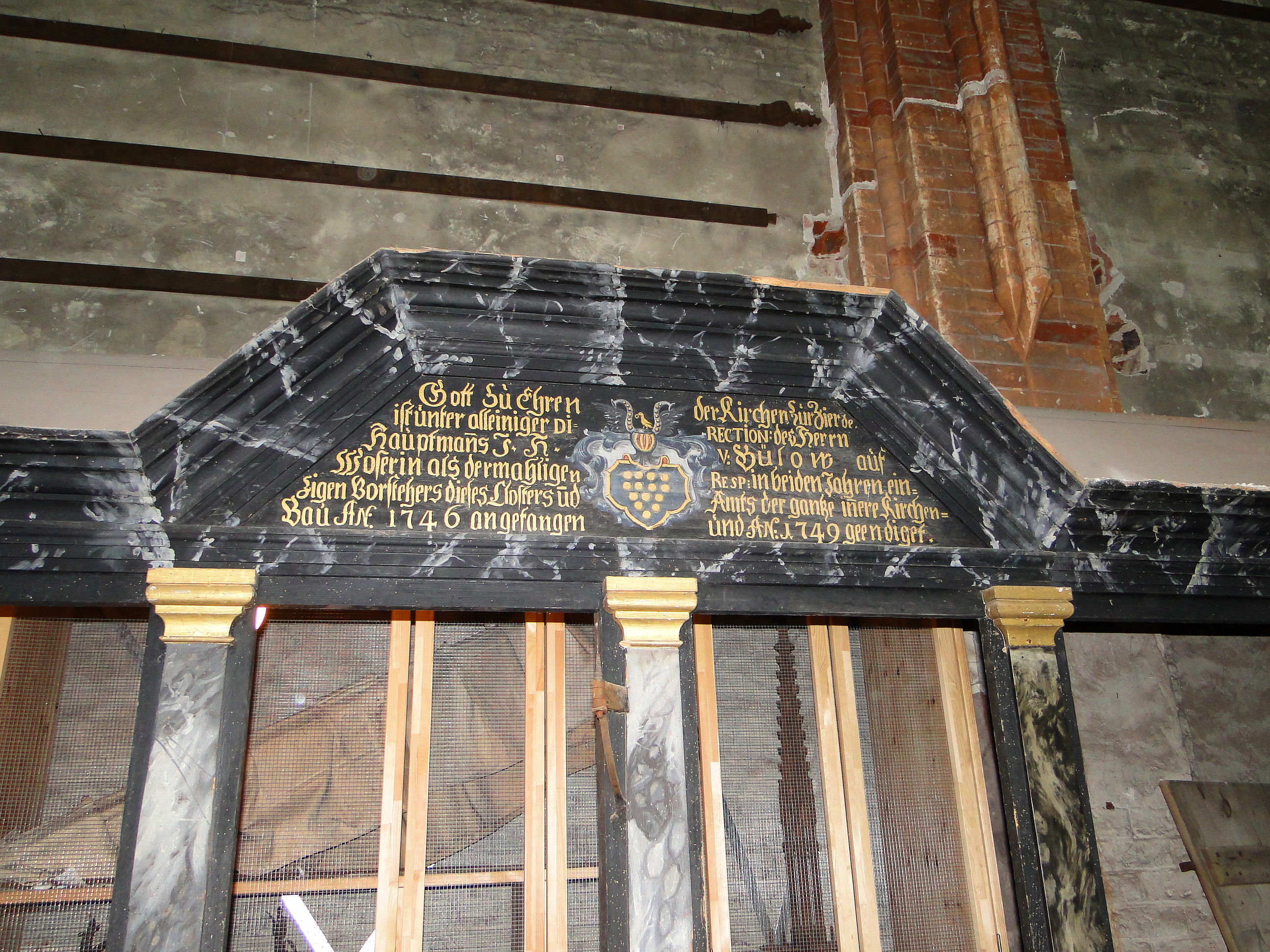
Klosterkirche Dobbertin, Nonnenempore, südliche Gebetsloge, Wappen des Provisors J. H. v. Bülow auf Woserin, Zustand 2017

Um 1696 kaufte die Familie von Bülow das Dorf Woserin von Balthasar von Moltke. In Landesangelegenheiten war Jobst Hinrich von Bülow eifrig tätig. 1721 wurde Bülow Provisor des Klosters Dobbertin. Von 1744 bis 1746 leitete er kommissarisch die Verwaltung des Klosteramtes. 1755 wurde er zum Klosterhauptmann gewählt. Während seiner Amtszeit entstand 1756–1757 das barocke Amtshaus und von 1746 bis 1749 ließ er die Nonnenempore in der Klosterkirche restaurieren.
1738 passierte eine merkwürdige Sache, die viel Aufsehen in Mecklenburg machte, denn im Kloster Dobbertin kam es durch eine unordentliche Priesterwahl zum Wahlbetrug. Die Klosterdamen hatten Christian Hintzmann als neuen Pastor vorgeschlagen, doch der Provisor Jobst Hinrich von Bülow wollte den Magister Carl Christian Behm zum Pastor haben. So ließ er auf dem Wahlprotokoll einfach 15 Stimmen unter dem Vorwand hinzuschreiben, sie hätten ihm die Vollmacht gegeben. Trotz heftiger Proteste der Klosterdamen sollte es noch vier Jahre dauern, bis ihr Wunschpastor das Amt antreten konnte.
Nach 1719 entstand auf der Woseriner Feldmark an der Borkower Grenze eine große Glashütte, in der Glashüttenmeister Leutnant Christian Friedrich von Gundlach grob Glas machen durfte. Um mehr Ackerland zu bekommen, sollten große Waldflächen um Woserin abgeholzt werden. Nach Meinungsverschiedenheiten und Geldforderungen ließ von Bülow 1730 Gundlach das Glasbrennen und Abfahren der Glaswaren verbieten. Als Gundlach am 11. Juni 1731 auf der Hütte wieder Glas verladen wollte, erschienen Junker von Grabow auf Suckwitz mit seinen Leuten, Woseriner und Dobbertiner, zu Fuß und zu Pferde mit Forken, Spiessen und Stangen bewaffnet, insgesamt an die 100 Mann. Die Glaswagen wurden nach Woserin entführt, wo die Heldentat mit einem riesigen Besäufnis gefeiert wurde.
Den Befehl Herzog Karl Leopolds zur Wiederauslieferung des Glases missachtete und die 1000 Taler Strafe wegen begangener Gewalttätigkeit auf offenem Wege ließ von Bülow unbeachtet. Das damalige höchste deutsche Gericht, die Reichs-Exekutiv-Kommission, sprach Jobst Hinrich von Bülow sogar frei.
Jobst Hinrich fühlte sich auch den Dobbertiner Dorfbewohnern sehr verbunden. So war er Mitglied der Dobbertiner Schützengilde, 1751 und 1760 sogar Schützenkönig und stiftete die silberne Königskette mit einem Schild, an dem sein Name mit Wappen und die Namen der Schützenkönige mit Jahreszahl eingraviert waren. Sein Bildnis hing bis 1945 im Konventsaal des Dominahauses im Kloster Dobbertin.
Als Mecklenburg während des Siebenjährigen Krieges von preußischen Husaren besetzt wurde, geriet Bülow bei deren Abzug kurzfristig in Gefangenschaft und wurde, sechsundsiebzigjährig, zu Fuß mit einem Leibstrick an ein Pferd gebunden, von Dobbertin nach Güstrow geschafft. Von dieser Strapaze erholte er sich nicht, sondern starb nach anhaltender Erkrankung am 12. Juni 1762.
1755 war er Mitunterzeichner des Landesgrundgesetzlichen Erbvergleiches.
 Familie 
Verheiratet war er in erster Ehe mit Anna Catharina Buchwald (a. d. H. Güldeland in Jütland), die kinderlos blieb. Sie starb am 30. August 1750. Bei seinen weitläufigen ökonomischen Umständen brauchte er bald wieder eine Hausfrau. So verlobte sich der siebenundsechzig Jahre alte Jobst Hinrich schon im Herbst des gleichen Jahres mit der damals erst fünfundzwanzig Jahre alten Magdalene Ilsabe von Dessin aus Wamckow. Die Hochzeit fand noch in der Woche vor Weihnachten 1750 in aller Stille statt. In ihrer zwölfjährigen Ehe wurden acht Kinder (sechs Söhne und zwei Töchter) geboren. Sein Vermögen war durch die hohen preußischen Kontributionen fast ganz zerrüttet. Nach seinem Tode verkaufte die Witwe als Vormund ihrer Kinder 1762 das Gut in Borkow an den Stallmeister von Seitz auf Below und verpfändete 1763 das Gut Woserin auf 20 Jahre für 56000 Rthlr an den Landrat Friedrich von Pritzbuer auf Gramzow. Es wurde nicht wieder eingelöst. Das 1733 von Sibilla Sophia von Uchteritz, Witwe des sächsischen Rittmeisters Nicolaus Christian von Weltzien und deren Sohn Christian Hinrich auf Benthen erhandelte Gut Grambow wurde schon einige Jahre später an den Hauptmann Joachim Ulrich von Bülow a. d. H. Scharfsdorf verkauft. Jobst Hinrichs Witwe Maria Magdalena zog mit ihren acht unmündigen Kindern nach Güstrow. Die wirtschaftliche Notlage zwang die Mutter, ihre Söhne frühzeitig in mecklenburgische, hannoversche und preußische Militärdienste gehen zu lassen.

### Ungedruckte Quellen
Landeshauptarchiv Schwerin (LHAS)
- LHAS 3.2-3/1 Landeskloster/Klosteramt Dobbertin Nr. 3157 Rechtmäßigkeit Predigerwahl 1738–1743